# Hege Langli
Hege Langli (15 januari 1971) is een Noors langebaanschaatsster.
In 1992, 1993 en 1994 reed Langli op de Europese kampioenschappen allround.
In 1994 reed Langli op het WK Allround.
Op de Noorse kampioenschappen sprint werd ze in 1988 en 1990 derde. Op de Noorse kampioenschappen afstanden behaalde ze in 1993 en 1994 de gouden medaille.
Op 6 februari 1994 reed Langli haar laatste officiële wedstrijd.

## Records

### Persoonlijke records[3]
| Afstand    | Tijd    | Datum            | Baan       |
| ---------- | ------- | ---------------- | ---------- |
| 500 meter  | 42,49   | 7 januari 1994   | Hamar      |
| 1000 meter | 1.26,60 | 11 februari 1993 | Hamar      |
| 1500 meter | 2.08,86 | 8 januari 1994   | Hamar      |
| 3000 meter | 4.30,15 | 8 januari 1994   | Hamar      |
| 5000 meter | 7.51,93 | 24 januari 1993  | Heerenveen |